# Lancasteri Katalin kasztíliai királyné
Lancasteri Katalin (Bayonne, Aquitania/Hertford, Anglia, 1372. június 6./1373. március 31. – Valladolid, Kasztília, 1418. június 2.), angolul: Catherine of Lancaster, spanyolul: Catalina de Lancáster, angol királyi hercegnő, lancasteri hercegnő, Kasztília és León királynéja és régense. I. Péter kasztíliai király anyai unokája, III. Henrik kasztíliai király felesége, II. János kasztíliai király anyja, valamint I. Ferdinánd aragóniai király sógora és régenstársa. I. (Katolikus) Izabella kasztíliai királynő nagyanyja. A Plantagenêt-ház (Második Anjou-ház) lancasteri ágának (Lancaster-ház) a tagja. IV. Henrik angol király és Lancasteri Filippa portugál királyné féltestvére.

## Élete
Apja Genti János angol királyi herceg, első felesége révén Lancaster hercege, III. Edwárd angol király harmadszülött fia. Anyja Konstancia kasztíliai infánsnő, I. Péter kasztíliai király idősebb, törvényesített lánya. Kasztíliai Konstancia az apja, I. Péter meggyilkolása (1369) után a Péter-pártiak szemében mint elsőszülött lány kasztíliai királynővé vált, de I. Péter fattyú bátyja, Henrik, Trastámara grófja bitorolta a trónt. Konstancia a trónigényeit egyetlen lányára, Katalinra ruházta át, és hosszú küzdelmek után 1488-ban megkötötték az aquitaniai Bayonne-ban a békét a trónbitorló II. Henrik fiával és utódával, I. János kasztíliai királlyal, amely szerint I. János örököse, Henrik, Asztúria hercege feleségül veszi Katalint, és ezzel utódaikban Péter király vérvonala is továbbél, és helyreállíthatják a legitimitás elvét. A tényleges házasságot csak 1393. decemberében kötötték meg, mikor az apja halála (1390) után III. Henrik néven trónra lépő új király elérte a törvényes kort a házasodáshoz, azaz betöltötte a 14. életévét. A menyasszony ekkor 20 vagy 21 éves volt. Katalin királyné három gyermeket szült a férjének, köztük egy fiút 1405-ben, de a beteges jelzővel illetett III. Henrik király a következő évben, 1406. december 25-én elhunyt. A 21 hónapos kis trónörökös, II. János követte apját a kasztíliai trónon, a régensi tisztet pedig anyja, Katalin királyné és nagybátyja, Ferdinánd infáns töltötték be. Katalin és a sógora között mindennaposak voltak a súrlódások, és Ferdinánd azután is megtartotta régensi címét, miután a nagybátyja, Márton aragóniai király halálával (1410) megüresedett trónra pályázva 1412-ben Aragónia királyává választották. Ferdinánd 1416-ban meghalt és Katalin egyedüli régens maradt, de ekkor azonban az addigi támogatói elhagyták. Katalin két évvel később, 1418. június 2-án hunyt el Valladolidban, de fia még ekkor is csak 13 éves volt, aki így teljesen árván maradt. Katalint Toledóban a Szűz Mária Székesegyházban helyezték végső nyugalomra.

## Gyermekei
- Férjétól, III. (Beteges) Henrik (1379–1406) kasztíliai királytól, 3 gyermek:
  - Mária (1401–1458), Kasztília trónörökösnője (1401–1405/1406–1423) és Asztúria hercegnője, férje V. Alfonz aragóniai király (1394/96–1458), nem születtek gyermekei
  - Katalin (1403–1439), Villena hercegnője, férje I. Henrik (1400–1445) villenai herceg iure uxoris, I. Ferdinánd aragóniai király harmadszülött fia és V. Alfonz öccse, 1 fiú:
    - Aragóniai N. (fiú) (Zaragoza, 1439. október 19. – Zaragoza, 1439 október 19.) aragón és kasztíliai királyi herceg

  - János (1405–1454), II. János néven kasztíliai király, 1. felesége Trastámarai Mária (1396–1445) aragón infánső, I. Ferdinánd aragóniai király lánya és V. Alfonz húga, 4 gyermek, 2. felesége Izabella (1428 körül–1496) portugál infánsnő, I. János portugál király unokája, 2 gyermek, többek között:
    - (1. házasságból): IV. Henrik kasztíliai király (1425–1474)
    - (2. házasságból): I. Izabella kasztíliai királynő (1451–1504)